# Jeanne-Marguerite de Montmorency
Jeanne-Marguerite de Montmorency (1646–1700), genannt „Die Einsiedlerin“ (La Solitaire), war eine französische Mystikerin und Eremitin aus adligem Hause. 
Sie war die Nichte des Prinzen von Condé (1621–1686; „Le Grand Condé“). Jeanne-Marguerite war für das Hofleben am Hofe Ludwigs XIV. bestimmt. Noch als junges Mädchen gab sie ihrem Verlangen nach einem Einsiedlerleben nach, lief davon und gab ihre gewohnte Umgebung auf, ihre Familie und ihr Eigentum. Nach einer schmerzhaften Wanderung ließ sie sich in einer Einsiedelei nieder, wo sie auf strengste Weise die Passion Christi lebte und eine reiche mystische Erfahrung erwarb.  Die Eremitin stand in Korrespondenz mit Luc de Bray, ihrem geistigen Mentor. Joseph Sigward bezeichnet sie im Titel seiner Biographie als „eine vergessene Mystikerin“ (une mystique oubliée).